# 제인 와이어트
제인 와이어트(Jane Wyatt, 1910년 8월 12일 ~ 2006년 10월 20일)는 미국의 배우이다.

## 참여 작품
- 잃어버린 지평선 (1937년 영화)
- 신사협정 (영화)
- 피트폴 (영화)
- 스타 트렉 4: 귀환의 항로